# Figueiredo (Ribas del Sil)
Figueiredo es una aldea española situada en la parroquia de Piñeira, del municipio de Ribas del Sil, en la provincia de Lugo, Galicia.

## Localización
Las poblaciones cercanas más importante son Quiroga y San Clodio, donde se halla la sede del municipio, ambos situados a unos 10 km, enclavados en la Comarca de Quiroga.

## Historia
Aldea muy poco poblada y envejecida por efecto de la emigración, sin embargo, en los meses de verano, agosto principalmente, la población se incrementa notablemente, gracias a la llegada de gran número de visitantes, turistas y familiares de los mismos. En los últimos años estamos asistiendo a la edificación de nuevas casas en la población, hechas construir por personas nacidas en la aldea que se construyen su segunda residencia, o su lugar de jubilación, a fin de disfrutar de su pueblo, de su tranquilidad y de sus preciosas vistas.

## Economía
Las personas que quedan en la población viven de la agricultura, cada habitante posee varios pequeños terrenos minifundistas, complementando de esta manera las pensiones que cobran sus habitantes, jubilados la mayoría.

## Demografía
| Gráfica de evolución demográfica de Figueiredo entre 2000 y 2019 |
|                                                                  |
| Datos según el nomenclátor publicado por el INE.                 |

## Festividades
La fiesta patronal se celebraba tradicionalmente el día 20 de enero, festividad de San Sebastián. Sin embargo, debido a la despoblación de estas aldeas, se ha cambiado dicha fecha por la de un fin de semana de agosto, a determinar entre los presentes en esa época. Para la fiesta se contrata una orquesta, que monta un escenario frente a la plaza principal, delante de la cual se organiza el baile, asimismo se hace una cena popular, en la que se consume empanada, embutidos y dulces, regado con un buen vino, a final de fiesta se prepara la queimada, que se reparte entre los asistentes.